# Epipactis leptochila
L'elleborina a labello sottile (Epipactis leptochila (Godfery) Godfery, 1921) è una piccola pianta erbacea perenne dai delicati fiori, appartenente alla famiglia delle Orchidacee.

## Etimologia
Il termine Epipactis si trova per la prima volta negli scritti di Dioscoride Pedanio (Anazarbe in Cilicia, 40 circa - 90 circa) che fu un medico, botanico e farmacista greco che esercitò a Roma ai tempi dell'imperatore Nerone. L'origine di questo termine è sicuramente greca, ma l'etimologia esatta ci rimane oscura (qualche testo lo traduce con “crescere sopra”). Sembra comunque che in origine sia stato usato per alcune specie del genere Helleborus. In tempi moderni il nome del genere fu creato dal botanico e anatomista germanico Johann Gottfried Zinn (1727 – 1759), membro tra l'altro dell'Accademia delle Scienze di Berlino, in una pubblicazione specifica sul genere Epipactis nel 1757. 

L'epiteto specifico (leptochila) fa riferimento al piccolo labello.

Il binomio scientifico attualmente accettato (Epipactis leptochila)  è stato proposto dal botanico Masters John Godfery (1856-1945) in una pubblicazione del 1921.

In lingua tedesca questa pianta si chiama Schmallippige Sumpfwurz; in francese si chiama Épipactis à labelle étroit; in inglese si chiama Narrow-lipped Helleborine.

## Descrizione

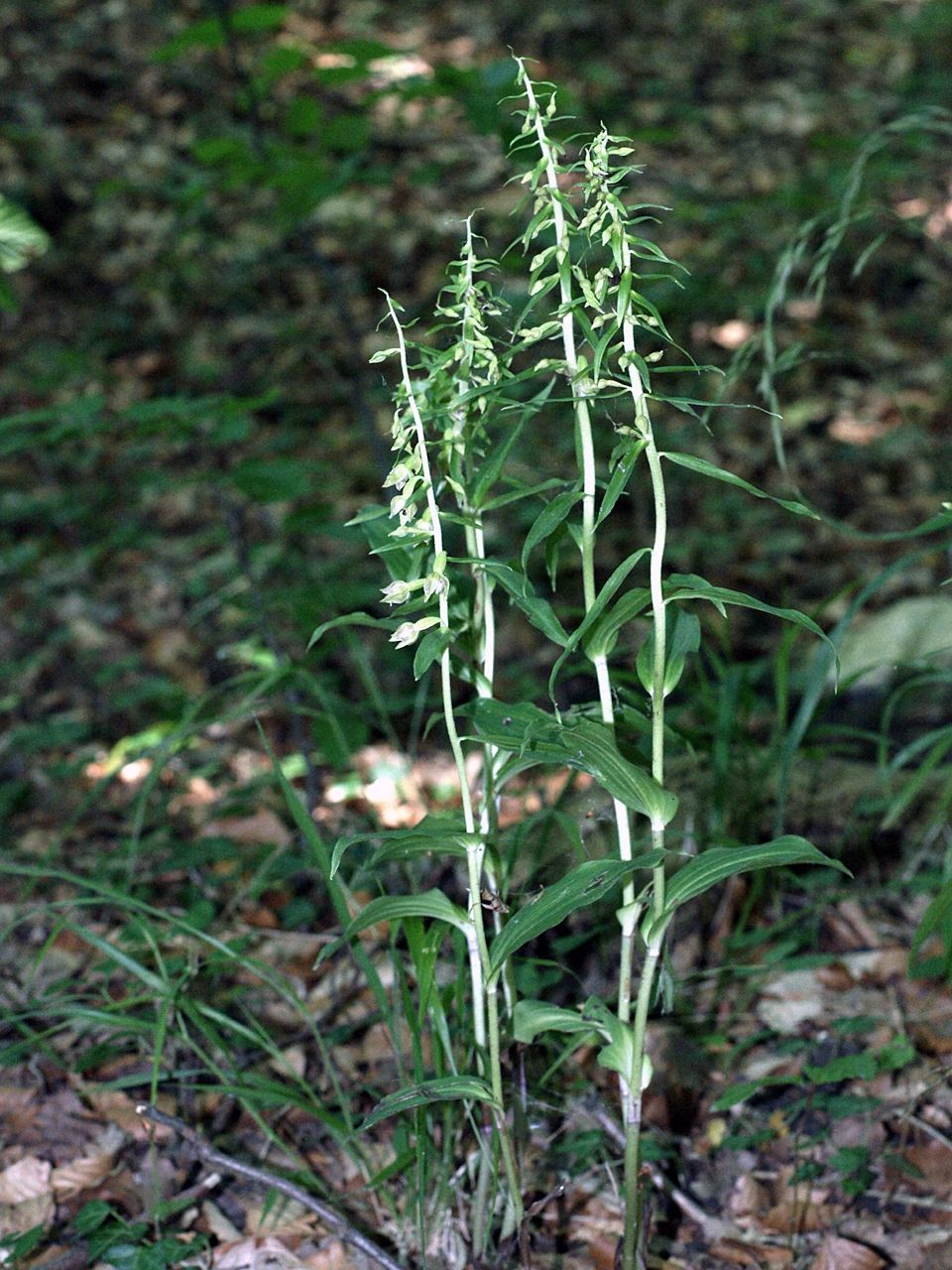
Il portamento

È una pianta erbacea perenne alta da 20 a 70 cm. La forma biologica di questa orchidea è geofita rizomatosa (G rizh), ossia è una piante con un particolare fusto sotterraneo, detto rizoma, che ogni anno si rigenera con nuove radici e   fusti avventizi. Queste piante, contrariamente ad altri generi delle orchidee, non sono “epifite”, ossia non vivono a spese di altri vegetali di maggiori proporzioni (hanno cioè un proprio rizoma).

### Radici
Le radici sono secondarie da rizoma.

### Fusto
- Parte ipogea: la parte sotterranea consiste in un breve rizoma.
- Parte epigea: la parte aerea è mediamente fogliosa, eretta e semplice a sezione cilindrica. Il fusto è biancastro e pubescente.

### Foglie
Le foglie, a disposizione spiralata lungo il fusto, sono intere a forma lanceolata con apice acuto; sono sessili, appena amplessicauli. La lamina è quasi piana e con diverse nervature longitudinali. Quelle superiori sono progressivamente più ristrette. 

### Infiorescenza

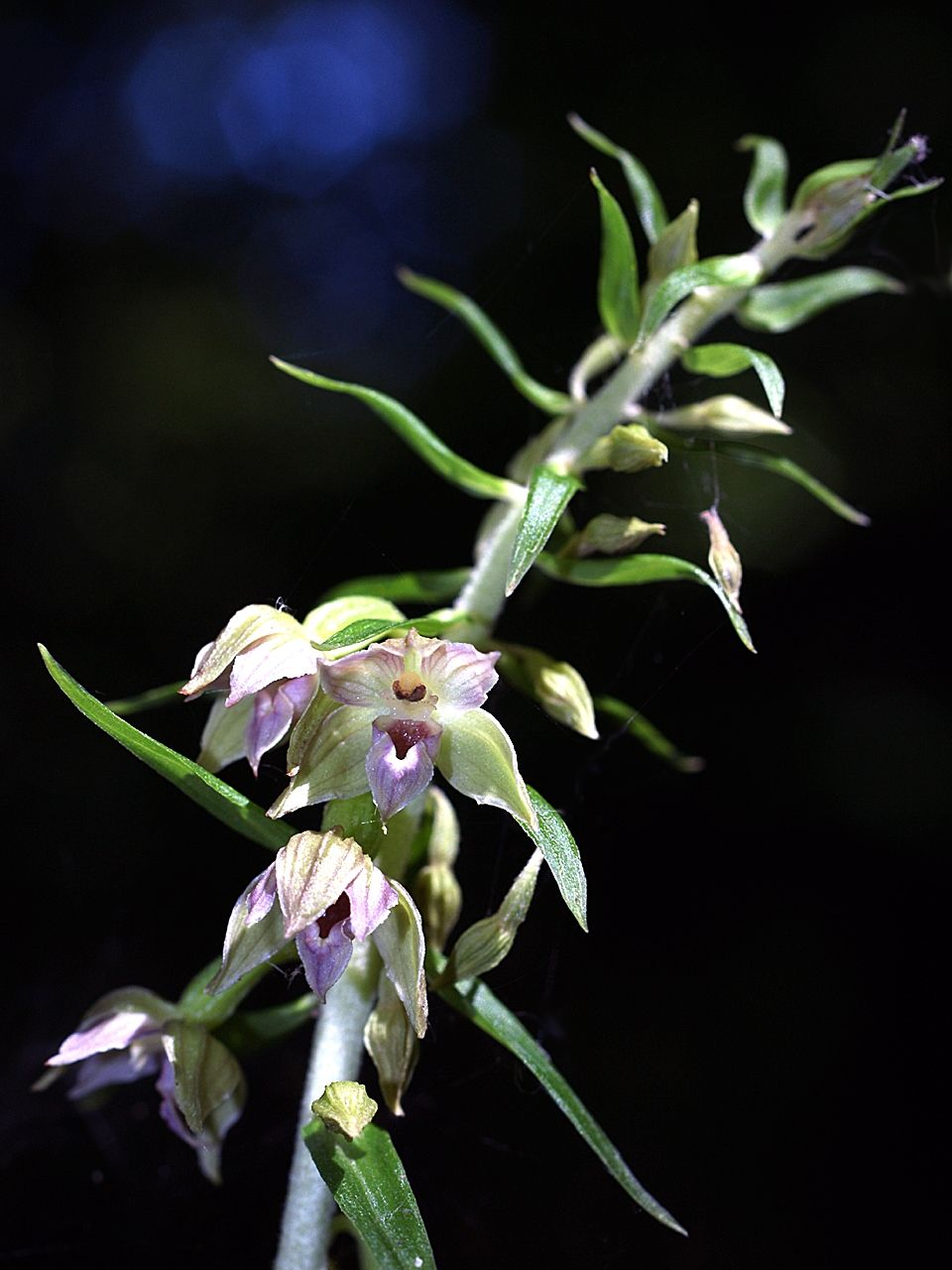
Infiorescenza

L'infiorescenza è un racemo terminale, allungato e lineare con fiori penduli e pedicellati; la disposizione è leggermente unilaterale. Alla base del pedicello sono presenti delle brattee erbacee a forma lanceolata. Queste brattee sono di tipo fogliaceo e quelle più basse sono molto simili alle foglie superiori, mentre quelle superiori sono progressivamente più piccole; tutte sono pendule come i fiori. I fiori sono resupinati, ruotati sottosopra tramite torsione del pedicello (e non dell'ovario come nel genere Cephalanthera). 

### Fiore

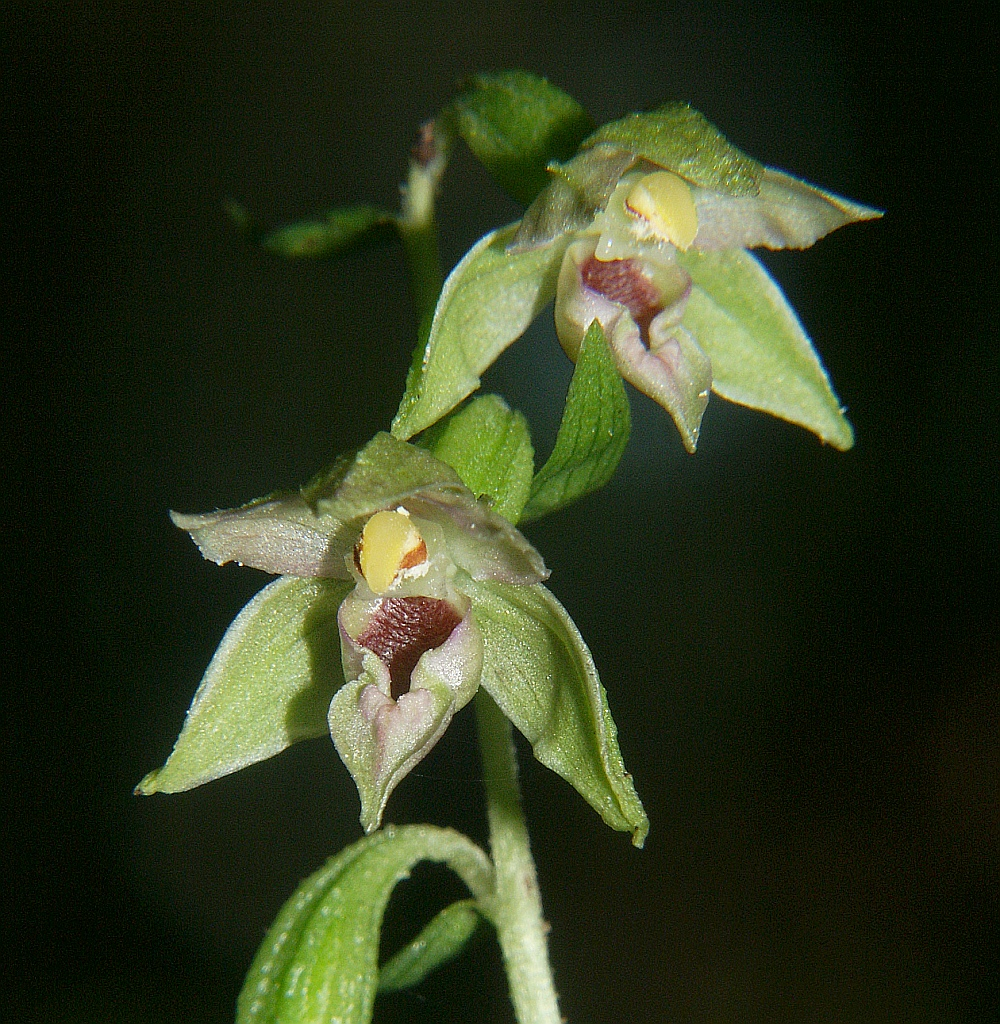
I fiori

I fiori sono ermafroditi ed irregolarmente zigomorfi, pentaciclici (perigonio a 2 verticilli di tepali, 2 verticilli di stami, 1 verticillo dello stilo). I fiori all'esterno sono colorati normalmente di verde, mentre all'interno sono biancastri con sfumature violette. Dimensione del fiore: 10 – 15 mm.
- Formula fiorale: per queste piante viene indicata la seguente formula fiorale:

P 3+3, [A 1, G (3)]
- Perigonio: il perigonio è composto da 2 verticilli con 3 tepali ciascuno (3 interni e 3 esterni) di forma lanceolata, liberi e patenti; il primo verticillo (esterno) ha 3 tepali di tipo sepaloide (simili ai sepali di un calice); hanno l'apice acuto e sono verdastri all'esterno; nel secondo verticillo (interno) il tepalo centrale (chiamato “labello”) è notevolmente diverso rispetto agli altri due laterali che si presentano più ottusi e colorati di bianco con riflessi violacei. Dimensione dei tepali: 12 – 15 mm.

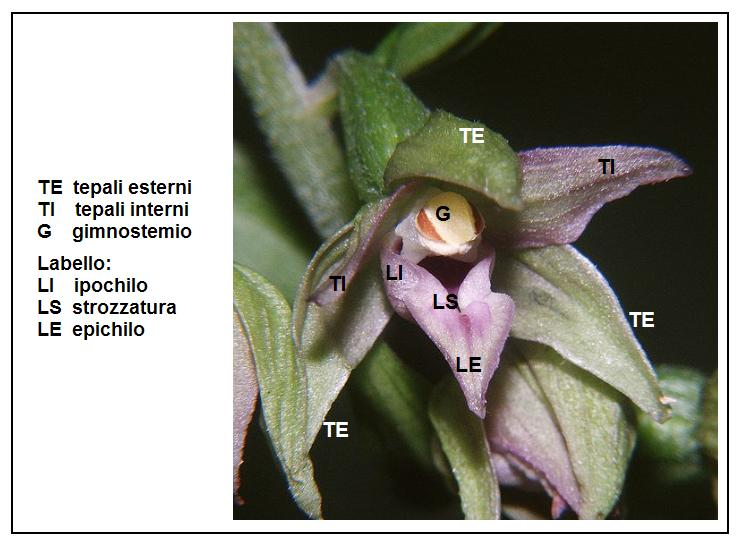
Descrizione delle parti del fiore

- Labello: il labello è diviso in due sezioni; la porzione posteriore del labello (basale, chiamata ipochilo) è concava e stretta, mentre quella anteriore (apicale, chiamata epichilo) è più allargata e incurvata verso il basso con apice appuntito. La colorazione del labello è porporino chiaro - rosato. Nel mezzo tra l'ipochilo e l'epichilo è presente una strozzatura che collega le due parti. Il labello è inoltre privo di callosità evidenti e non è speronato come in altri generi e l'ipochilo è nattarifero. Rispetto alle altre specie dello stesso genere questo labello è più sottile.

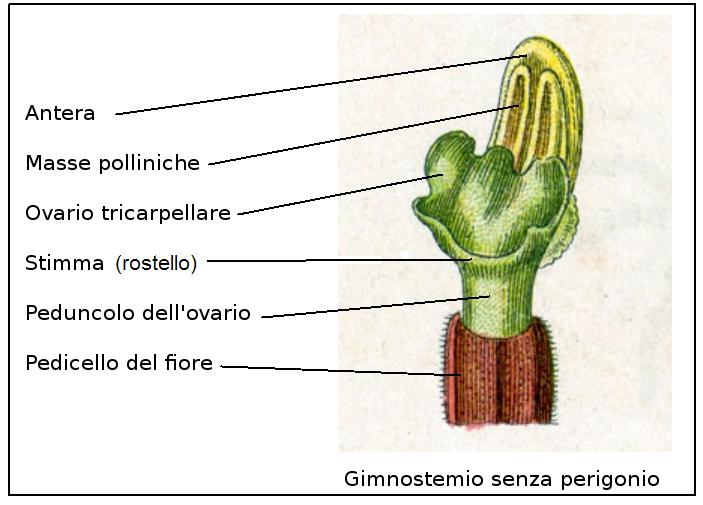
Descrizione del gimnostemio

- Ginostemio:  lo stame con la rispettiva antera biloculare è concresciuto con lo stilo e forma una specie di organo colonnare chiamato ginostemio[5]. Il colore di questo organo è fondamentalmente giallastro. L'ovario è infero, piriforme-globoso ed è formato da tre carpelli fusi insieme, sorretto da un peduncolo incurvato. Il polline è più o meno incoerente ed è conglutinato in due masse cerose polliniche bilobe (una per ogni loculo dell'antera); queste masse sono prive di “caudicole” (filamento di aggancio all'antera). Il rostello in questa pianta è atrofizzato e quindi non funzionante.
- Fioritura: da giugno ad luglio.

### Frutti
Il frutto è una capsula obovoide (o esagonale) a più coste contenente moltissimi, minuti semi. Anche le capsule, come i fiori, sono orizzontali o pendule.

## Riproduzione
Queste piante si riproducono tramite l'impollinazione: sono piante nettarifere, quindi abbiamo una impollinazione entomofila (imenotteri e ditteri).

## Distribuzione e habitat
- Geoelemento: il tipo corologico (area di origine) è Europeo ma anche Paleotemperato.
- Diffusione: in Italia questa specie è abbastanza diffusa; nelle Alpi è presente nelle Alpi Marittime, Alpi francesi, zona centrale italiana (BS BG TN) e orientale verso Trieste e al nord (Slovenia, Carinzia e Salisburgo). Sui rilievi europei si trova nelle seguenti aree: Foresta Nera, Massiccio del Giura e Carpazi.
- Habitat: l'habitat tipico sono le zone a faggete. Il substrato preferito è calcareo con pH basico e bassi valori nutrizionali del terreno che deve essere mediamente umido.
- Diffusione altitudinale: sui rilievi queste piante si possono trovare fino a 1400 m s.l.m.; frequentano quindi i seguenti piani vegetazionali: collinare e montano.

## Fitosociologia
Dal punto di vista fitosociologico la specie Epipactis leptochila appartiene alla seguente comunità vegetale:
Formazione: delle comunità forestali
Classe: Carpino-Fagetea sylvaticae
Ordine: Fagetalia sylvaticae
Alleanza: Fagion sylvaticae

## Tassonomia
Il genere Epipactis, insieme al genere Cephalanthera, appartiene alla sottofamiglia delle Epidendroideae caratterizzata dall'avere lo stame (l'unico fertile) ripiegato sopra il ginostemio e il labello composto da due pezzi distinti: ipochilo e epichilo; e al livello inferiore alla tribù Neottieae.
Il numero cromosomico di E. leptochila è: 2n = 36

### Sottospecie
Sono state descritte le seguenti sottospecie e varietà:
- Epipactis leptochila subsp. leptochila - sottospecie nominale
- Epipactis leptochila subsp. aspromontana (Bartolo, Pulv. & Robatsch) Kreutz (2004) (in precedenza denominata Epipactis helleborine subsp. aspromontana[10])
- Epipactis leptochila subsp. futakii (Mered'a & Potucek) Kreutz (2004)
- Epipactis leptochila subsp. komoricensis (Mered'a) Kreutz (2004)
- Epipactis leptochila subsp. maestrazgona (P. Delforge & Gévaudan) Kreutz (2004)
- Epipactis leptochila subsp. naousaensis (Robatsch) Kreutz (2004)
- Epipactis leptochila subsp. neglecta Kümpel (1982)
- Epipactis leptochila subsp. provincialis (Aubenas & Robatsch) J.-M.Tison
- Epipactis leptochila var. savelliana (Bongiorni, De Vivo & Fori) P.Delforge

### Ibridi
- Epipactis × stephensonii Godfery (1933) – Ibrido con E. helleborine

### Specie simili
In genere tutte le Epipactis sono abbastanza simili nella forma del fiore. Qui ricordiamo alcune specie (tralasciando le varie sottospecie) quali: 
- Epipactis muelleri Godfery  – Eleborina di Mueller: i fiori sono in prevalenza verdastri.
- Epipactis microphylla (Ehrh.) Swartz. - Elleborina minore: è una specie con poche e piccole foglie.
- Epipactis atrorubens (Hoffm.) Besser - Elleborina violacea: i fiori sono bruno-rosei.
- Epipactis palustris (L.) Crantz – Elleborina palustre: i fiori sono bruno-purpureo tendente al biancastro.
- Epipactis helleborine (L.) Crantz – Elleborina comune: si distingue soprattutto per la larghezza delle foglie.

## Conservazione
Come tutte le orchidee è una specie protetta e quindi ne è vietata la raccolta e il commercio ai sensi della Convenzione sul commercio internazionale delle specie minacciate di estinzione (CITES).

## Galleria d'immagini

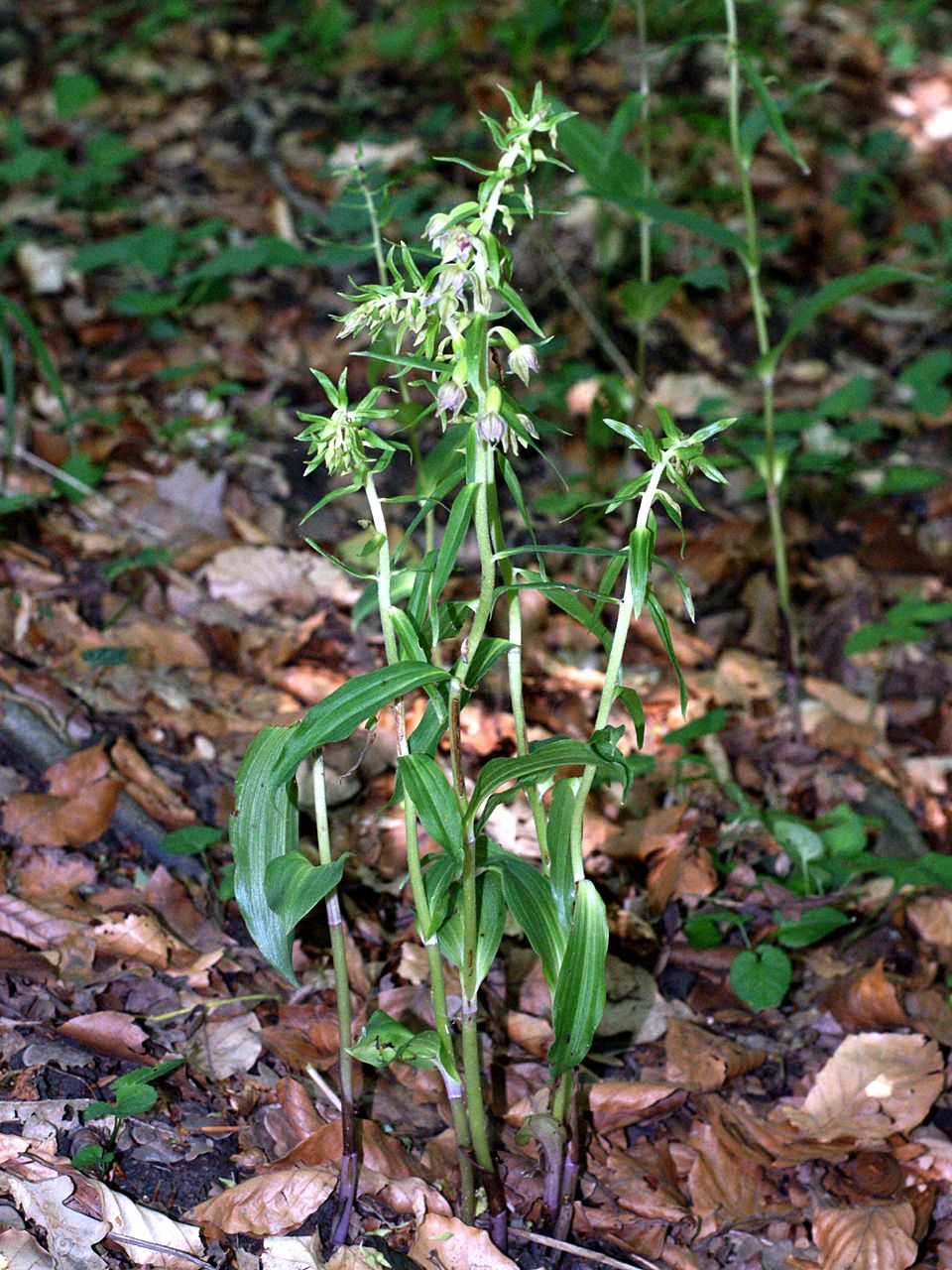
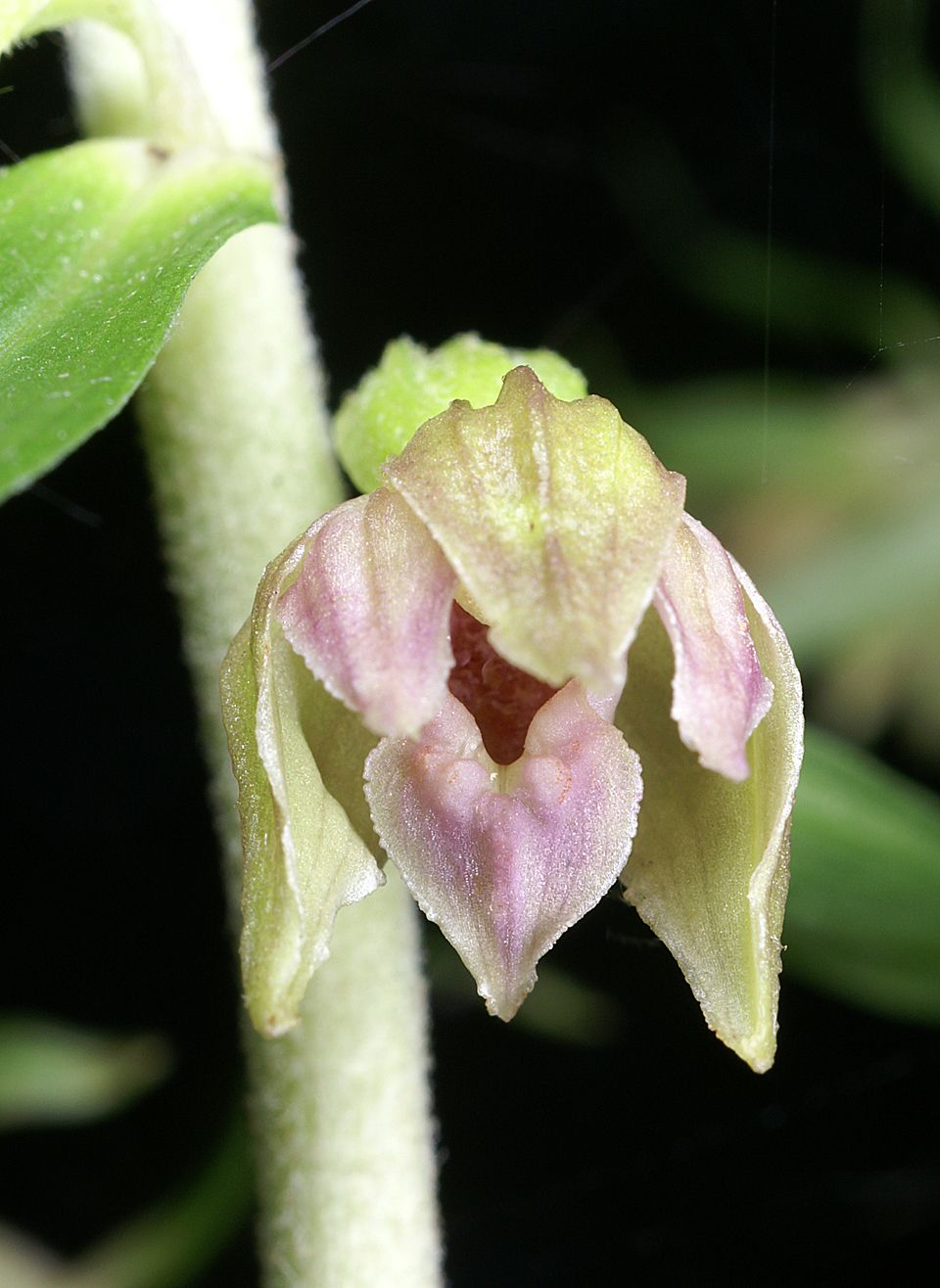
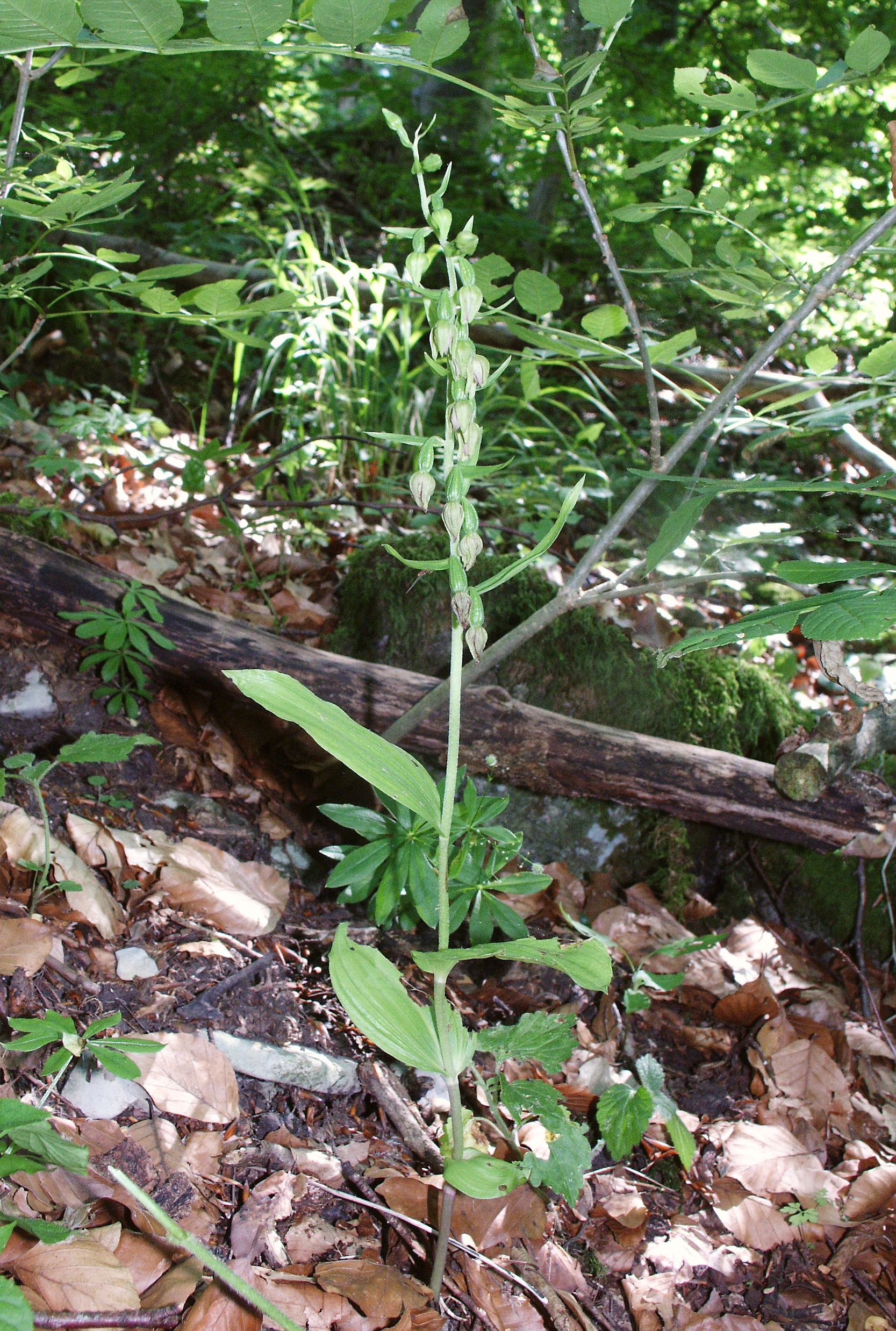
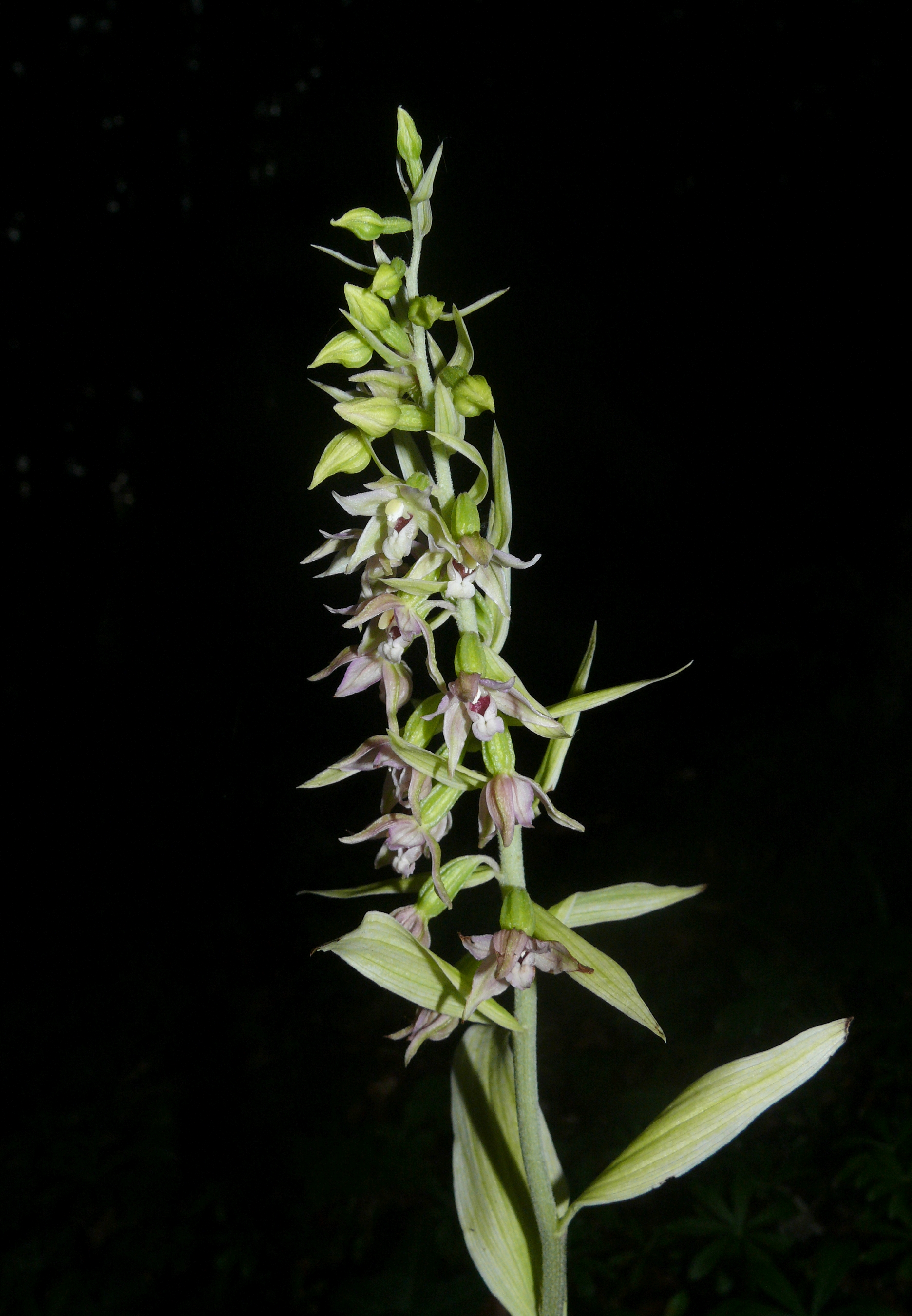
subsp. negletta